# Кружевной партер
Кружевной партер, бродери, бродри (фр. broderie от broder — вышивать, украшать) — элемент ландшафтной архитектуры, характерный для регулярного (французского) парка. Представляет собой партер с декоративным узором, сформированным из подстриженных растений на фоне заполненного «мёртвыми» материалами подготовленного газона. «Узоры» образуются продуманным расположением цветов, трав, фигурно подстриженных кустарников (топиар). В качестве заполнения орнаментальных форм используются различные сыпучие материалы (песок, гравий, битый кирпич, осколки стекла, уголь и т. д.). Предполагалось, что партеры будут видны на расстоянии и с высокой точки, например, из окна дворца, дома, террасы.
Мода на бродери возникла во Франции в XVII веке и просуществовала до XVIII века, достигнув своего апогея в эпоху барокко. Моду на регулярные парки и такой их элемент как бродери быстро переняли в других странах Европы. По мере того как она менялась, многие образцы кружевных партеров были вынуждены уступить место в XVIII—XIX веках пейзажным (английским) паркам, они были заменены и не были восстановлены.
Классические примеры орнаментальных партеров можно найти в ландшафтных садах Версаля во Франции и дворца Аугустусбург в городе Брюль в Германии, которые получили статус Всемирного наследия ЮНЕСКО. Версальский дворец был создан по приказу Людовика ХIV, впечатлённого дворцом Во-ле-Виконт своего суперинтенданта финансов Николя Фуке. Искусствовед Д. С. Лихачёв описывал ландшафтную архитектуру этого дворца — творение Андре Ленотром — следующим образом: «Здесь были заняты огромные площади. Три деревни были снесены для устройства садов и отведено течение реки, чтобы приготовить территорию для садов и парков. Огромные партеры были устроены по обе стороны дворца — с фронта и тыла (партеры эти в настоящее время реставрированы и доступны для обозрения). Элегантный parterre de broderie (орнаментальный партер) был устроен со стороны садового фасада дворца и составлял основную часть сада (piece de resistance)». В России пользуется известностью бродери перед Екатерининским парком в Царском Селе.